# Mojave (fiume)
Il Mojave (Aha Kwahwat in mojave) è un fiume collocato nel sudovest degli Stati Uniti, in California e nel nordovest del Messico. Lungo approssimativamente 180 km, attraversa una parte della regione delle San Bernardino Mountains, dove sorge all'altezza di 910 m s.l.m. e alla confluenza tra il fiume West Fork Mojave e il Deep Creek. Sfocia poi nel lago Soda.

## Descrizione
Situato nella California sudorientale, questo corso d'acqua attraversa tra i principali insediamenti Hesperia, Apple Valley, Victorville e Barstow. La sorgente è situata tra il comune di Hesperia e San Bernardino. L'andatura generale procede prima verso nord e poi verso nord-est, ricevendo diversi tributari durante il percorso sia da destra (Bell Mountain Wash, Stoddard Wash, Daggett Wash) che da sinistra (Oro Grande Wash, Fremont Wash, Buckhorn Wash, Manix Wash).

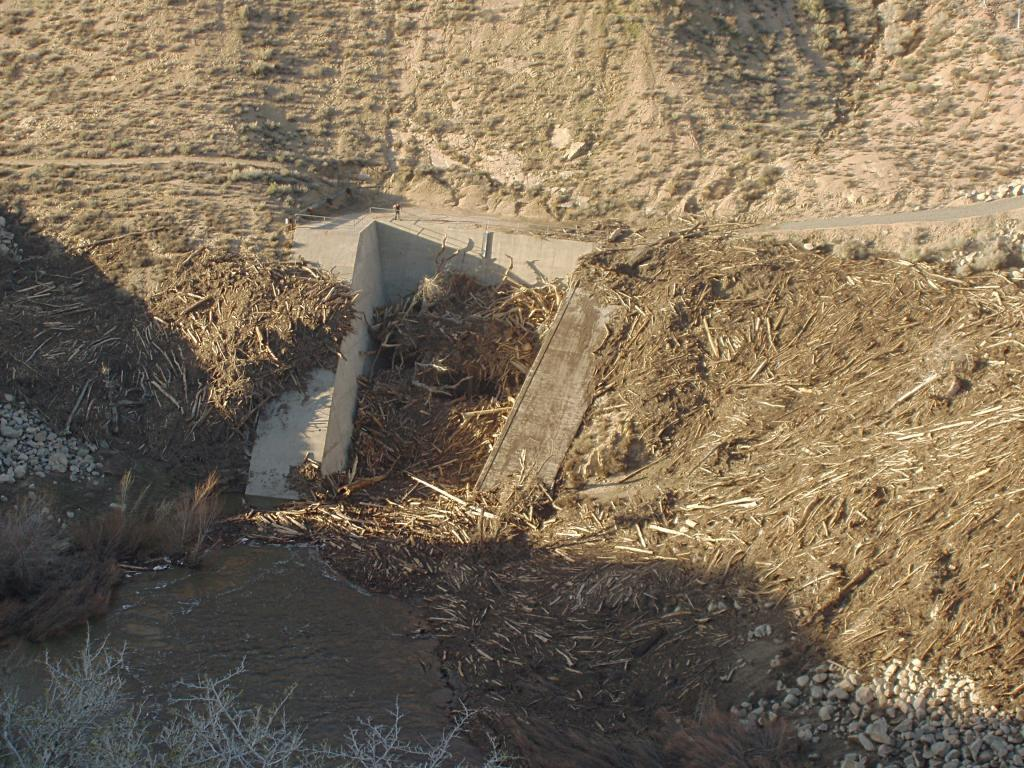
Il punto di scolo della diga del fiume Mojave, ora invasa dai detriti

Nel secolo precedente, la portata del fiume era maggiore, tanto che fu realizzata una diga, ora dismessa, che ne regolava il flusso. Attualmente, la portata resta tra i 0 m³/s (ovvero la totale essiccazione) nei mesi estivi e i 2000 m³/s in inverno, risultando, anche se per un periodo molto breve, profondo di qualche metro.
Superato il Canyon Afton, il fiume termina il suo corso nel lago Soda, in una zona protetta per via della presenza di una ricca flora (soprattutto Tamarix ramosissima e Tamarix parviflora) e fauna.

## Galleria d'immagini

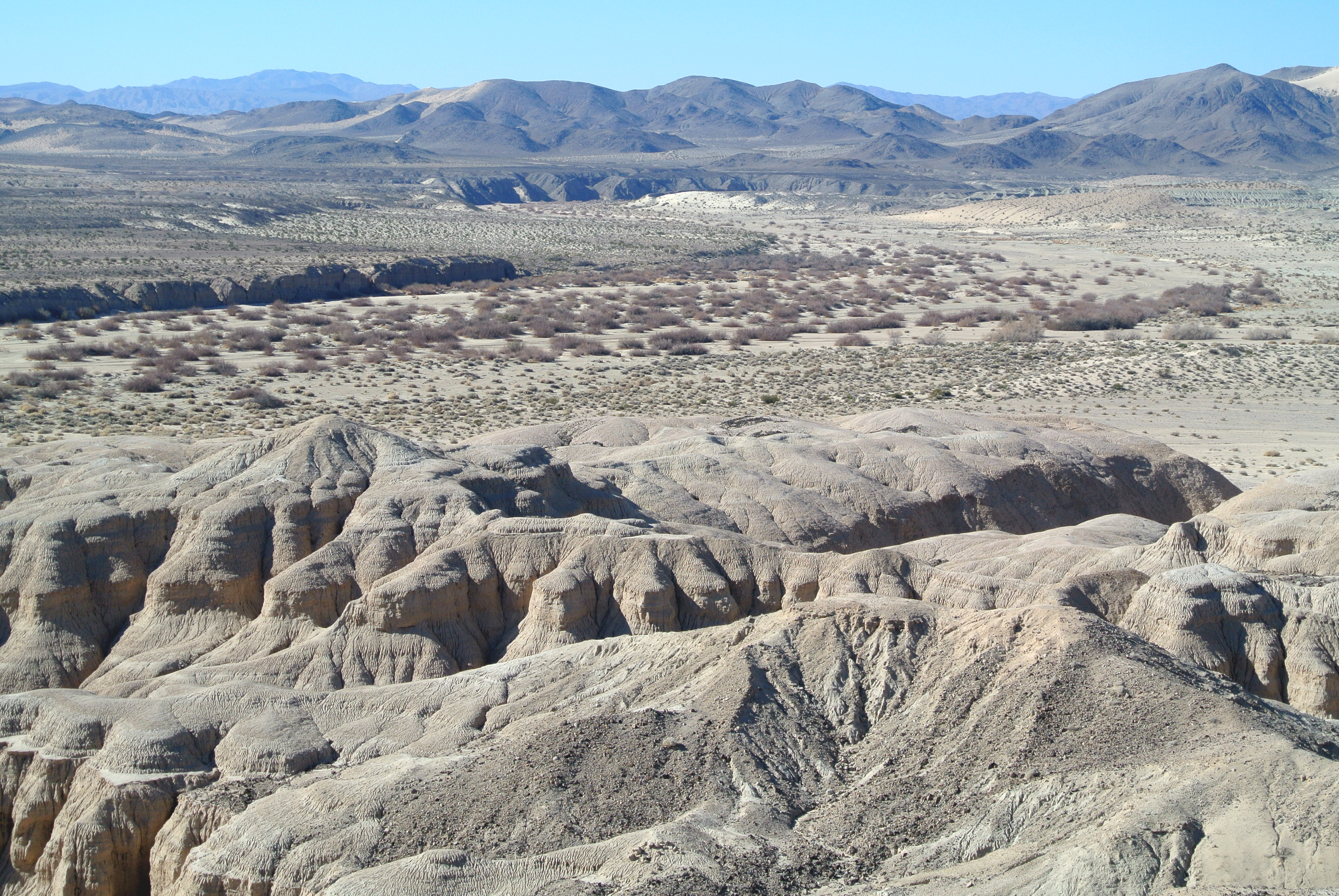
Il corso del Mojave (asciutto in estate) attraversa i sedimenti del lago Manix
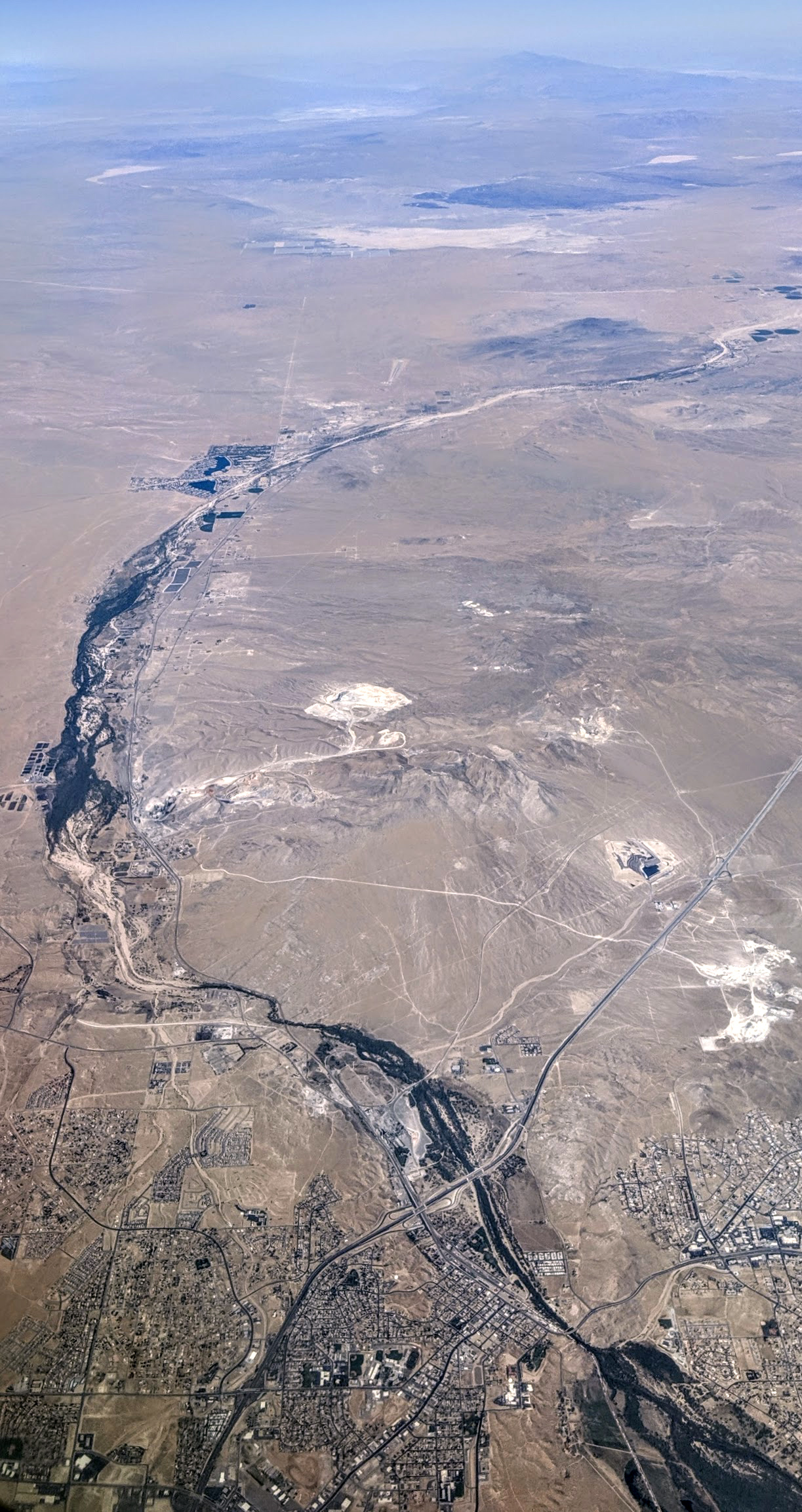
Veduta aerea del fiume Mojave da Victorville (a sud) fino al Johnstons Corner presso Barstow (a nord)
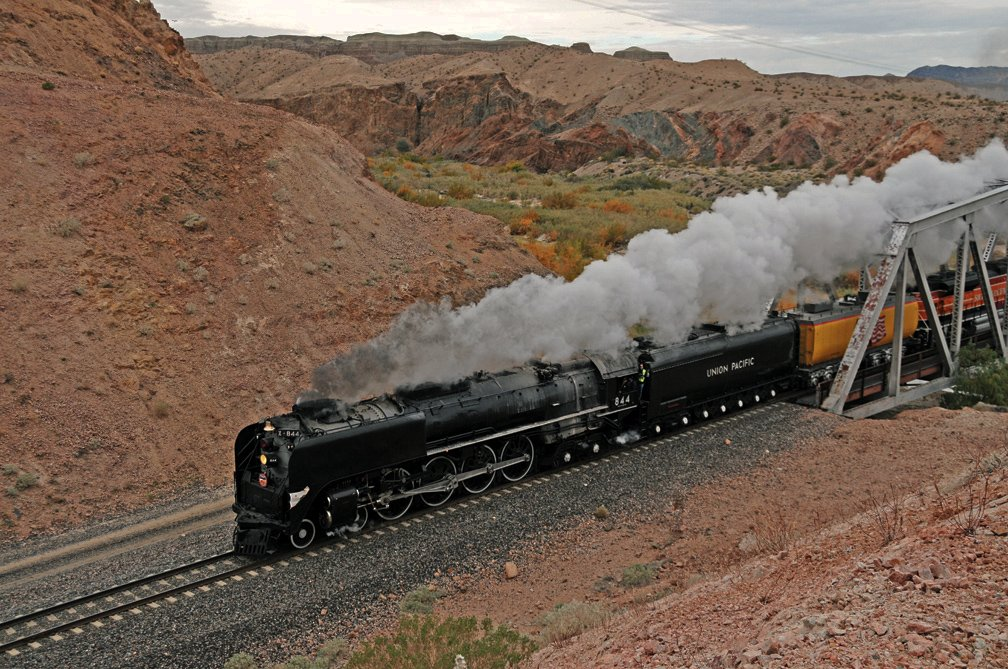
Un Union Pacific 844 guida i turisti in un'escursione presso il Canyon Afton Canyon